# 臺灣蠻野心足生態協會
社團法人台灣蠻野心足生態協會（英語：Wild at heart Legal Defense Association, Taiwan），簡稱蠻野，是台灣一個環境法律團體，於2003年成立。

## 簡介
台灣蠻野心足生態協會是由原籍美國的律師文魯彬於2003年12月10日國際人權日所創立，目標是透過訴訟、立法和行政救濟等法律途徑維護公共利益，並達到環境保護與生態之目的。

## 關注的議題
台灣蠻野心足生態協會關注的環境議題有下列幾項：
- 國土保安與復育
- 綠色交通
- 政府產業政策
- 工業污染
- 老樹和都會綠地
- 農漁環境
- 白海豚的研究與保育
- 國土財團化私有化問題
- 山林保護
- 原住民傳統領域及文化
- 台灣核能議題
- 樂生療養院保存運動
- 內湖保護區反慈濟開發事件
- 國道五號銜接蘇花改計畫[3]
- 蘇花安計畫[4]